# Ielaneț
Ielaneț (în ucraineană Єланець) este așezarea de tip urban de reședință a raionului Ielaneț din regiunea Mîkolaiiv, Ucraina. În afara localității principale, mai cuprinde și satele Bratoliubivka și Velidarivka.

## Demografie
Componența lingvistică a așezării de tip urban Ielaneț
     Ucraineană (95,16%)
     Rusă (3,39%)
     Română (1,06%)
     Alte limbi (0,16%)
Conform recensământului din 2001, majoritatea populației așezării de tip urban Ielaneț era vorbitoare de ucraineană (95,16%), existând în minoritate și vorbitori de rusă (3,39%) și română (1,06%).